# On the Television
On the Television est une série télévisée de comédie américaine en 42 épisodes de 22 minutes, diffusée entre le 1er avril 1989 et 1991 sur Nick at Nite.

## Fiche technique
Sauf indication contraire, les informations mentionnées dans cette section peuvent être confirmées par la base de données cinématographiques IMDb,  présente dans la section « Liens externes ».
- Titre original : On the Television
- Réalisation : Gary Halvorson et Judy Chaikin
- Scénario : Steve Adams, Kevin Allman, Warren Bell, Doug Cox, Melanie Graham, Peter Hastings, Stephen Hibbert, Phyllis Katz, Bob Kushell, Eugene Lebowitz, George McGrath, John Moody, David Rosenberg, Les Sekely, Sherri Stoner, Julia Sweeney et M. D. Sweeney
- Photographie :
- Musique :
- Casting :
- Montage : Richard Schwadel
- Décors :
- Costumes :
- Production : Andi Copley et Troy Miller
  - Producteur délégué : George McGrath
- Sociétés de production : Nick at Nite
- Société de distribution : Viacom
- Chaîne d'origine : Nick at Nite
- Pays d'origine :  États-Unis
- Langue originale : anglais
- Genre : Comédie
- Durée : 22 minutes

## Distribution

### Acteurs principaux et secondaires
- George McGrath
- Tim Conway
- Nancy Dye
- Deanna Oliver
- Julia Sweeney
- Lynne Marie Stewart
- Sherri Stoner
- Mindy Sterling
- Vic Wilson
- Michael Capellupo
- Barbara Chase-Riboud
- Joan Leizman
- Jonathan Stark
- Charles Esten
- Jim Jackman

### Invités
- Stephen Hibbert
- Gedde Watanabe
- Eve Plumb
- Jim Ward
- Taylor Negron
- Patrick Bristow
- John Paragon
- Kathy Griffin
- Phil Hartman
- Tress MacNeille
- Rose Marie : la mère Noël
- Karen Maruyama
- Cassandra Peterson
- Willard E. Pugh
- Glenn Shadix

## Épisodes

### Saison 1
1. Pilot
2. Tobacco
3. I Married a Puppet
4. My Five Dads
5. Golly, Ollie
6. Beauty and the Beet
7. China Beach Party
8. Lacy, Lacy & Lacy
9. The Not-so Wonderful Years
10. Unfound Objects
11. Strange Sports
12. Our Maid Imelda
13. M. Superior
14. Real Life Dramas

### Saison 2
1. Chase
2. Imperfect Strangers
3. Still the Girget
4. Metaphysical Center
5. Tick!
6. Time Travel Agents
7. Stupid People's Court
8. 4-1-1 Info Line
9. Empty House
10. Babewatch
11. 19 Puberty Street
12. Very Odd Phenomena
13. All Grown Up
14. Love Link
15. Thesaurus
16. Murder She Spelled Out Real Plain
17. Holiday Specials
18. Mikhail's Navy
19. Zsa Zsa's Clubhouse
20. The Search for Saints
21. McRhymer
22. Blimey's Pub
23. The Hair Chronicles
24. Titre inconnu
25. The Awards Show